# Zafu
Le zafu (座蒲) est le coussin de méditation sur lequel on pratique zazen, qui est la posture de méditation assise du bouddhisme zen.

## Histoire du mot
Zafu est le terme moderne utilisé pour désigner le coussin de méditation. Dans le Eihei Shingi (« Règles pures de la communauté zen »), Dôgen utilise le mot futon pour désigner ce qu'on appelle aujourd'hui zafu : ton signifie « rond ». 

## Description

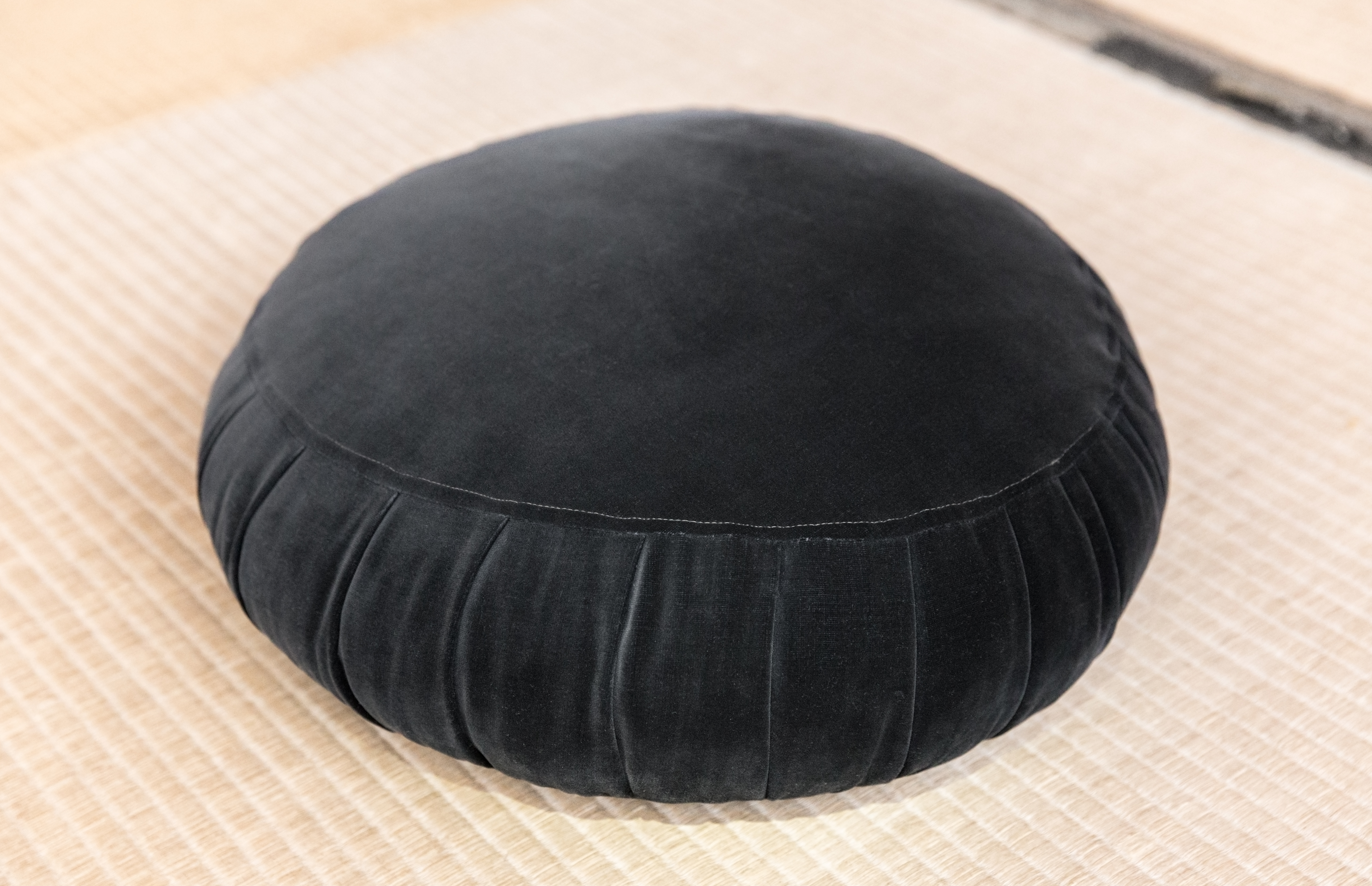
Zafu en velours rempli de kapok, utilisé au temple d'Antai-ji, Japon.

Le zafu est un coussin rond, d'environ 35 cm de diamètre et 17 cm de haut. Il est originaire de Chine, et le mot japonais signifie « siège » (座, za) en « massette » (蒲, fu). On le pose souvent sur un zabuton.
Les zafu contemporains sont en tissu fort, généralement noir, et comportent trois pièces cousues : deux fonds circulaires et un grand rectangle qui les relie. Ils sont le plus souvent remplis de kapok ou de balles de millet. Le coussin relève les hanches, rendant plus stables les positions assises avec les jambes croisées. 
Cependant, actuellement, dans l'école Rinzaï, on utilise plutôt des coussins plats. Il est possible qu'ils aient également été utilisés au Kennin-ji, le grand temple du Rinzaï, lorsque Dôgen y résida, juste avant et après son voyage en Chine.

### Symbolisme

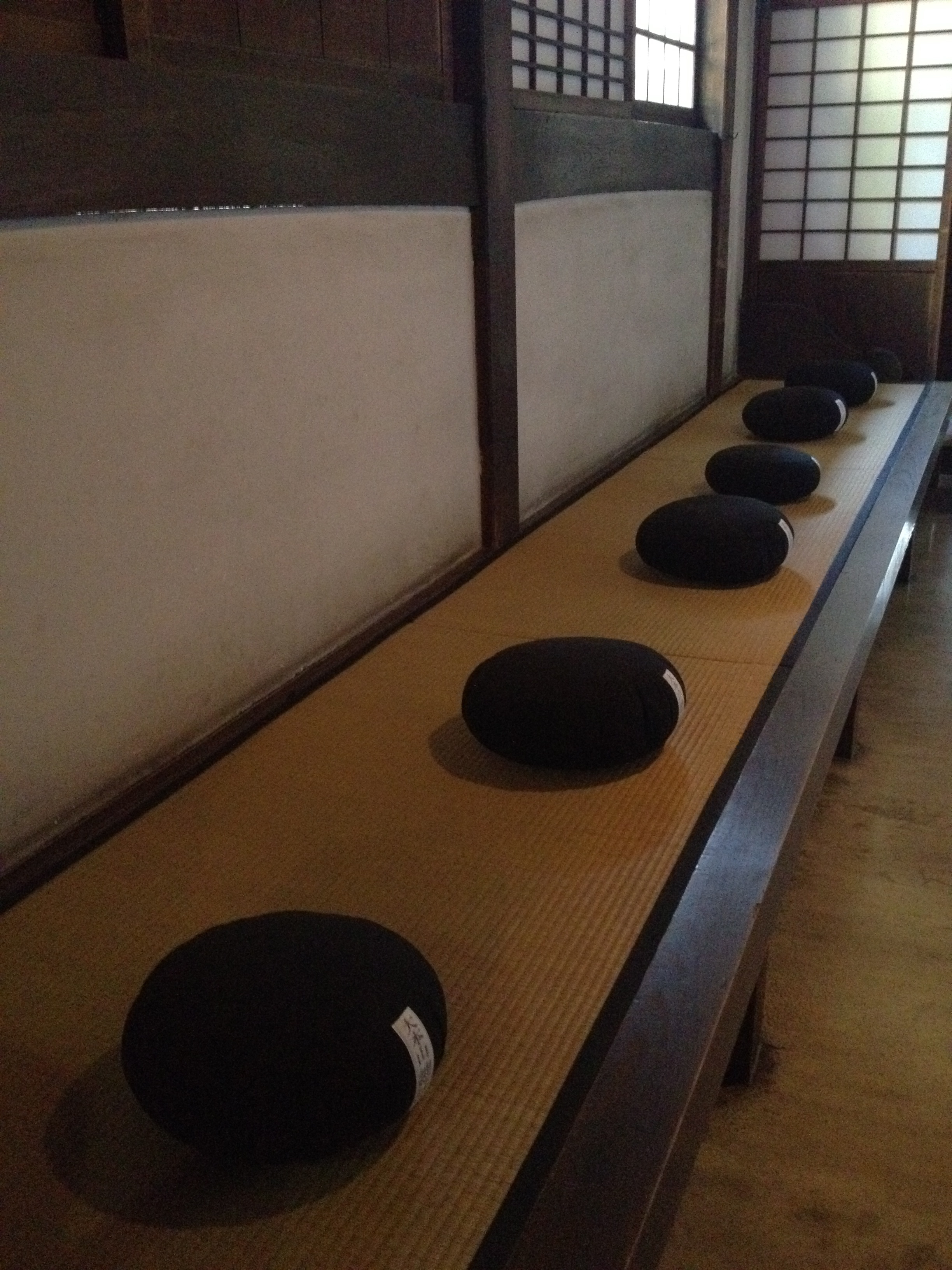
Zafu alignés sur le tan (banquette pour la méditation) au temple de Soji-ji, Japon. On remarque à l'arrière la bande blanche qui permet de saisir le zafu, et d'inscrire le nom de son propriétaire.

Le zafu est à la fois un accessoire utilitaire et un symbole de la pratique de zazen. Avant de s'asseoir, les pratiquants du zazen s'inclinent en gasshō vers le zafu, puis font un demi-tour dans le sens des aiguilles de la montre et s'inclinent vers les pratiquants qui sont en face. 
Dans les temples au Japon, le zafu reste en principe à la place qui est attribuée au moine. En Occident, dans beaucoup de lieux de pratique, il y a une forme prescrite pour tenir le zafu de manière respectueuse lorsque l'on entre ou que l'on sort de la salle de méditation avec son zafu.

### Remarque
Il faut préciser que le bouddhisme zen est particulièrement rigoureux quant à la posture, et que la pratique est ritualisée, ce qui peut indiquer la portée d'un simple coussin.

## Références

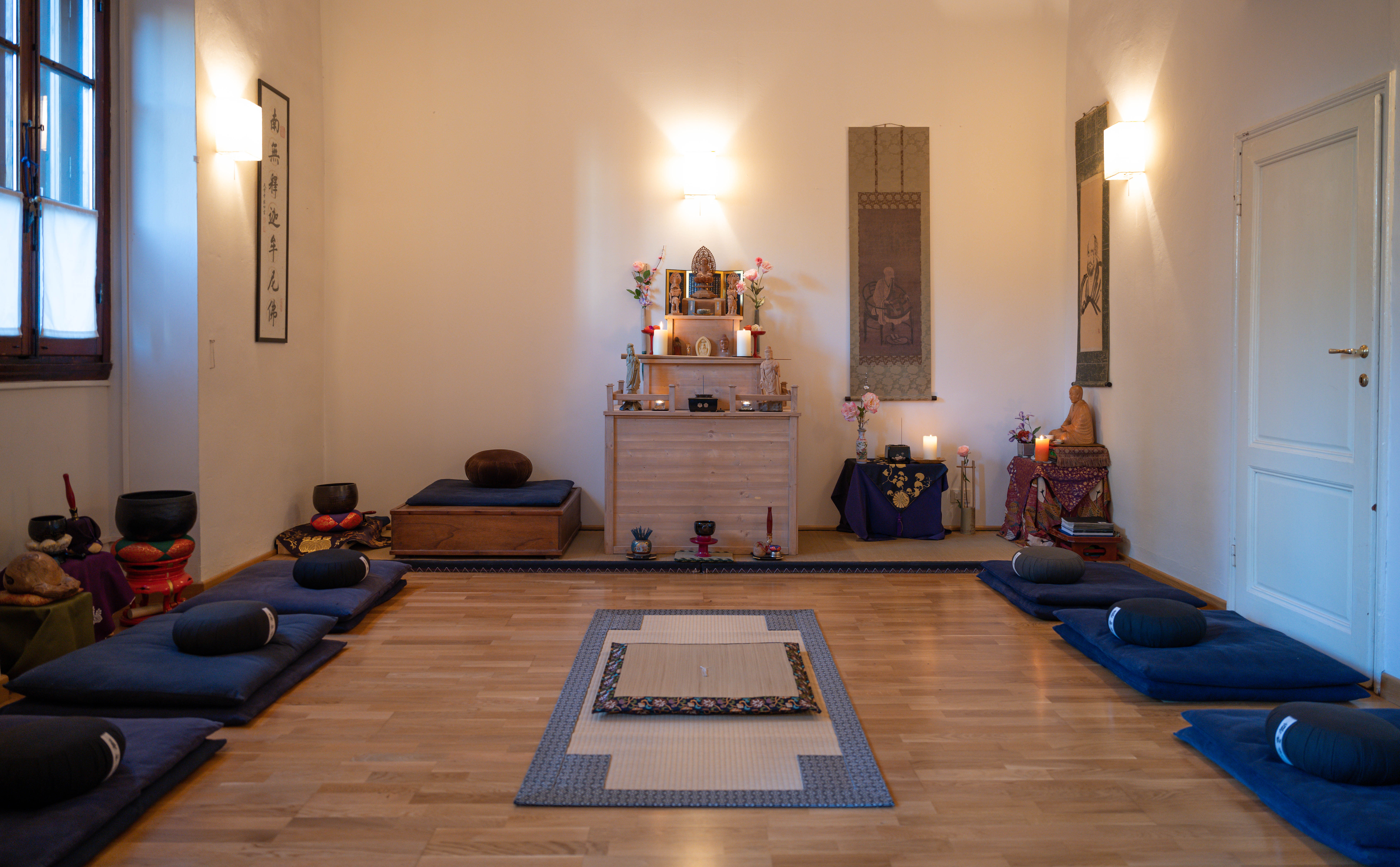
Zafu alignés dans la salle de méditation du temple de Shinnyo-ji, en Italie.